# درنیک دومانیان
درنیک هراندی دومانیان (ارمنی: Դերենիկ Հրանտի Դումանյան؛ زادهٔ ۱ ژانویهٔ ۱۹۵۳) یک پزشک، و سیاستمدار اهل ارمنستان است که از تاریخ ۱۶ ژوئن ۲۰۱۲ تا تاریخ ۲۳ آوریل ۲۰۱۴ در دولت تیگران سارگسیان سمت وزیر بهداشت ارمنستان را بر عهده داشت.

## زندگی‌نامه
در ۱ ژانویهٔ ۱۹۵۳ در ایروان به دنیا آمد و از دانشگاه پزشکی دولتی ایروان فارغ‌التحصیل شد. 